# Tharrhalea variegata
Tharrhalea variegata là một loài nhện trong họ Thomisidae.
Loài này thuộc chi Tharrhalea. Tharrhalea variegata được Wladislaus Kulczynski miêu tả năm 1911.